# Schildfuß

Leeres Wappen mit Schildfuß

Schildfuß ist ein Begriff aus der Wappenkunde. Der Fuß beschreibt das untere Drittel des Wappens. Bei Heraldikern steht das in Bezug zum Heroldsbild.

## Formen und Verwendung
Der Schildfuß ist als an den unteren Schildrand verschobener  Balken zu verstehen, mit einer Höhe von etwa 2⁄7 bis 1⁄3 der Schildhöhe. Diese Teilung enthält  Feld 7, Feld 8 und Feld 9 (Fußreihe) nach der einfachen Schildzerlegung. Feld 8 ist dann die Fußstelle. Ein Schildfuß von Fadenhöhe (etwa 1⁄6 Schildhöhe) wird als Grund (französisch plaine) blasoniert. In der älteren Heraldik bezeichnete man einen in der Höhe verringerten Schildfuß mit Terrasse, dieses ist in der französischen und englischen Heraldik üblich (terrace in base). Im Französischen wird der Schildfuß auch als champagne bezeichnet. Analoges gibt es in anderen Sprachen.
Die Ausführung kann, genau wie beim Wappenschild, alle Farben, Formen und Figuren aufnehmen. Er kann bordiert (mit Bord versehen), gestückt, geflammt und auch nach allen Wappenschnitten vom ganzen Schild abgeteilt sein.
- Viele Bezeichnungen der Schildfußgestaltung werden direkt als zusammengesetztes Wort gebraucht: Beispiele sind Zinnenschildfuß, Flammenschildfuß oder Stufenschildfuß.
- Eine weitere Möglichkeit ist, durch die Gestaltung mit Kleeblättern, Kreuzen, Lindenblätter, Herzen und ähnlichen Heroldsbildern die Teilungslinie zum oberen Schildteil derart aufzulockern, dass diese Formen eingebogen oder hochgezogen bis maximal zur Schildmitte hoch reichen Dies stellt eine ausführlicher zu beschreibende Form dar.

Konkrete Anwendungen sind:
- der Wellenfuß, häufig, im Allgemeinen in blau, silber (für Bäche/Gischt) oder blau-silber im Wellenschnitt Wasser darstellend, er kann auch als ein Gewässer („auf blauem See“) benannt werden.
- Schildfüße in grün oder naturfarbe, und besonders natürlich bewachsen, können als Rasen, gebogen als Hügel blasoniert werden (darauf beziehen sich auch Grund, Terrasse, frz. champagne (Feld), engl. mount (Hügel) und ähnliche Ausdrücke).
- Wird der Schildfuß durch drei entsprechend angeordnete Bogenschnitte vom Schild getrennt, so entsteht der Dreiberg (der kommt auch als freies Wappenbild vereinzelt vor)
- Ein rot tingierter Fuß wird in vielen großen Wappen als Regalienfeld bezeichnet.

Es sind auch gewisse Kombinationen und Sonderformen der Lage bekannt:
- Wenn auf der Fuß-Teilungslinie mittig ein Balken gelegt wird, ist es ein Fußbalken (Schildfußbalken). Dieser kann erhöht oder erniedrigt sein, das hängt von der Lage der gedachten Balkenmittellinie zur Fußteilungslinie ab.
- Der Schildfuß wird auch mit dem Pfahl oder der Flanke kombiniert und erhält bei gleicher Tinktur (Farbe) einen Eigennamen: Schildfußpfahl und Schildfußflanke
- Eine Besonderheit ist der Schrägfuß in der Ausführung rechts oder links. Dabei verläuft die Teilungslinie von der Mitte des Randes der Wappenseite schräg zum Schildfußpunkt.

Heroldsbilder und gemeine Figuren sind im Schildfuß möglich. Besonders dient er als Boden, um alle möglichen Figuren, etwa Tiere oder Bauwerke daraufzustellen, Pflanzen wachsen oder Schiffe schwimmen zu lassen. Ob diese Darstellung streng an der Teilungslinie wachsend, oder naturalistisch überschneidend erfolgt, und auch, wie naturnah der Schildfuß nach seiner Bedeutung ausformuliert ist, ist heraldisch im Allgemeinen nicht festgelegt. In Schwebend hingegen wird vermerkt, und Details zur Gestaltung auch in bildreicheren Benennungen (Fußboden, Seespiegel usf.) blasoniert. Gerade die deutsche Heraldik mit ihrer wenig formalisierten Blasonsprache lässt diesbezüglich besonders weiten Spielraum.

## Formen des Schildfußes

gerader Schildfuß (Wiendorf (Mecklenburg) DE)
gebogener Schildfuß (über grünem Hügel … (Bogenfuß, Hohenfelde DE))
Wellenschildfuß (Wismar DE)
rechter gezahnter Schildfuß (Eichstegen DE)
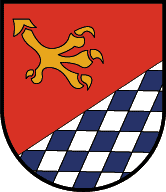
silber-blau gerauteter Schrägfuß (Rettenschöss AT)
Zinnenschildfuß (Puschendorf DE)

## Beispiele für die Benennungsvielfalt des Schildfußes

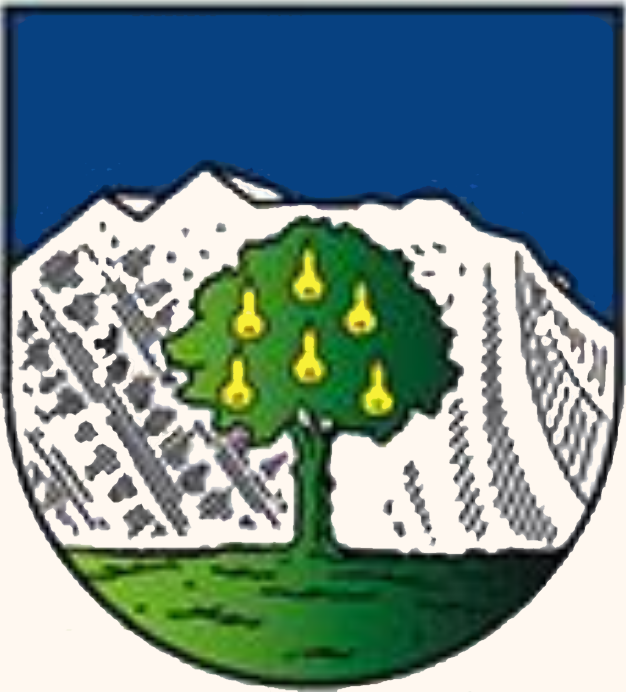
… auf grünem Boden (1) … (Wals-Siezenheim AT)
… auf pflasterartigem Boden …  (Abtenau AT)
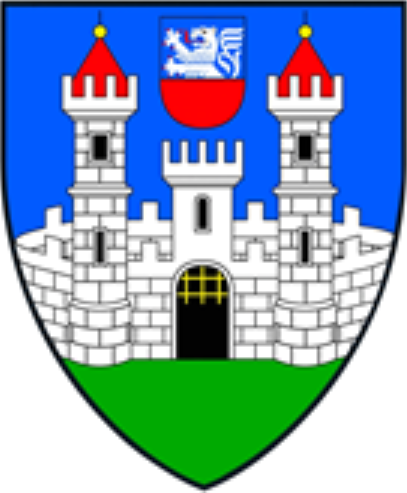
…  auf grünem Grund … (Zistersdorf AT)
… auf grünem Rasengrund … (Oberalm AT)
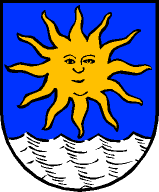
… über einem leicht bewegten Seespiegel … (Wellenfuß, (2) Sankt Gilgen AT)